# Корневой годограф
Корневой годограф — в теории управления траектория, описываемая на комплексной плоскости полюсами передаточной функции динамической системы при изменении одного из её параметров. Обычно изменяемым параметром является коэффициент усиления системы. Корневые годографы широко применяются в анализе и синтезе линейных SISO-систем.
Обычно корневые годографы применяют при анализе устойчивости системы.

## Метод корневого годографа

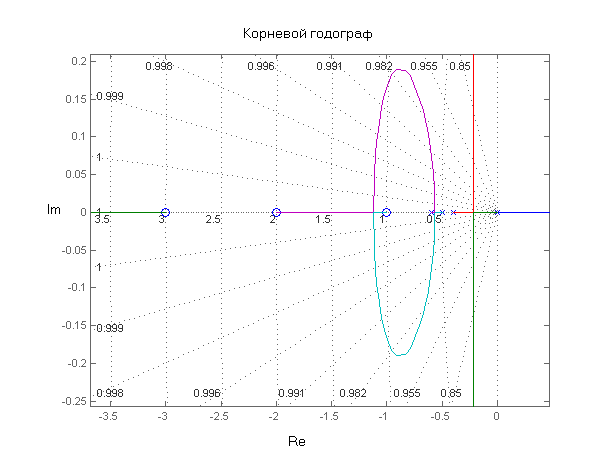
Пример корневого годографа системы
.

Пусть передаточная функция замкнутой системы
{\displaystyle W(s)={\frac {A(s)}{B(s)}}},
причём порядок полинома числителя равен {\displaystyle m}, порядок полинома знаменателя равен {\displaystyle n\!,m\leq n} для физически реализуемых систем.
Метод корневого годографа связывает динамические характеристики системы с поведением нулей и полюсов её передаточной функции, которые находятся из нулей и полюсов разомкнутой системы при изменении какого-либо параметра (обычно коэффициента усиления разомкнутой системы). Замкнутая система связана с разомкнутой с помощью следующего соотношения:
{\displaystyle W(s)={\frac {W_{\Pi }}{1+W_{p}}}}
Где {\displaystyle W_{\Pi }} - передаточная функция прямой системы, {\displaystyle W_{p}} - передаточная функция разомкнутой системы.
Эта формула справедлива только для отрицательной обратной связи, в противном случае знак после единицы будет отрицательным.
Пусть точка {\displaystyle s} является полюсом замкнутой системы. Проведём в эту точку вектора из всех нулей {\displaystyle W_{p}} разомкнутой системы (обозначим аргументы этих векторов {\displaystyle \theta _{j}^{0}}) и всех полюсов {\displaystyle W_{p}} (аргументы этих векторов обозначим {\displaystyle \theta _{j}^{P}}).
Тогда корневым годографом будет являться геометрическое место точек, удовлетворяющих следующему уравнению:
{\displaystyle \sum _{j=1}^{n}\theta _{j}^{0}-\sum _{j=1}^{n}\theta _{j}^{P}=\pm (2u+1)\pi ,u=0,1,2,\dots }
Метод корневого годографа позволяет подобрать коэффициент усиления системы управления, оценить колебательность движения, подобрать расположение нулей и полюсов корректирующих звеньев системы управления.

## Свойства корневого годографа
Рассмотрим свойства корневого годографа при изменении коэффициента усиления:
1. Ветви корневого годографа непрерывны и симметричны относительно действительной оси комплексной плоскости.
2. Число ветвей корневого годографа равно порядку системы {\displaystyle n}.
3. Ветви начинаются в полюсах разомкнутой системы (так как при нулевом коэффициенте усиления {\displaystyle K} полюсы разомкнутой и замкнутой систем совпадают). При возрастании {\displaystyle K} от 0 до бесконечности полюса замкнутой системы двигаются по ветвям корневого годографа.
4. Так как при {\displaystyle K=\infty } полюсы замкнутой системы становятся равными нулям разомкнутой системы, то ровно {\displaystyle m} ветвей корневого годографа заканчивается в нулях замкнутой системы, а остальные ветви уходят в бесконечность.
5. Замкнутая система является устойчивой, если её полюса лежат в левой полуплоскости плоскости корней. Соответственно при пересечении ветвями годографа мнимой оси слева направо система из устойчивой становится неустойчивой. Коэффициент усиления, соответствующий этому переходу, называется критическим. Данное свойство полезно при оценке устойчивости системы.

## Внешние ссылки
- Е. В. Никульчев. Пособие Control Systems Toolbox